# Округ Мерсер (Западна Вирџинија)
Мерсер (енгл. Mercer County) је округ у америчкој савезној држави Западна Вирџинија.

## Демографија
По попису из 2010. године број становника је 62.264, што је 716 (-1,1%) становника мање него 2000. године.
| Група             | 2000.          | 2010.          |
| Белци             | 58.073 (92,2%) | 56.711 (91,1%) |
| Афроамериканци    | 3.668 (5,8%)   | 3.791 (6,1%)   |
| Азијати           | 288 (0,5%)     | 325 (0,5%)     |
| Хиспаноамериканци | 285 (0,5%)     | 480 (0,8%)     |
| Укупно            | 62.980         | 62.264         |